# Svenska Akademiens nordiska pris

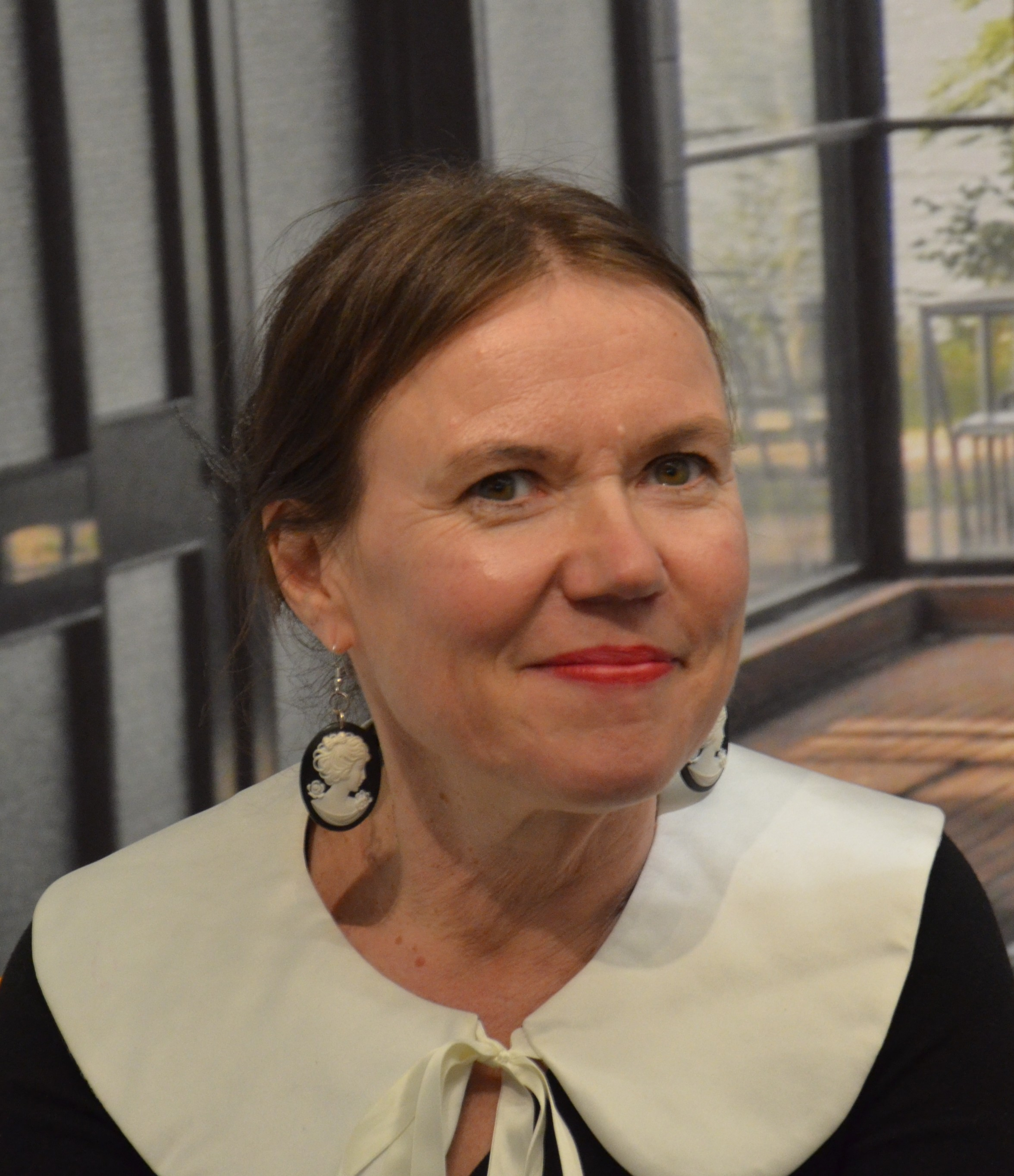
2020 års pristagare, Rosa Liksom.

Svenska Akademiens nordiska pris ("lilla Nobel-priset") instiftades i samband med Svenska Akademiens 200-årsjubileum 1986. Priset utgår ur Karin och Karl Ragnar Gierows donationsfond och delas ut till en person från något av de nordiska länderna för betydelsefulla insatser inom något av Akademiens verksamhets- eller intresseområden. Prisbeloppet är 400 000 kronor (2015).

## Pristagare
- 1986 – Villy Sørensen, Danmark
- 1987 – William Heinesen, Färöarna
- 1988 – Nils Erik Enkvist, Finland
- 1989 – Rolf Jacobsen, Norge
- 1990 – Henrik Nordbrandt, Danmark
- 1991 – Tomas Tranströmer, Sverige
- 1992 – Thor Vilhjálmsson, Island
- 1993 – Paavo Haavikko, Finland
- 1994 – Inger Christensen, Danmark
- 1995 – Lars Ahlin, Sverige
- 1996 – Arne Næss, Norge
- 1997 – Bo Carpelan, Finland
- 1998 – Lars Forssell, Sverige
- 1999 – Klaus Rifbjerg, Danmark
- 2000 – Lars Huldén, Finland
- 2001 – Willy Kyrklund, Sverige
- 2002 – Torben Brostrøm, Danmark
- 2003 – Lars Norén, Sverige
- 2004 – Guðbergur Bergsson, Island
- 2005 – Göran Sonnevi, Sverige[2]
- 2006 – Pia Tafdrup, Danmark[3]
- 2007 – Jon Fosse, Norge[4]
- 2008 – Sven-Eric Liedman, Sverige[5]
- 2009 – Kjell Askildsen, Norge[6]
- 2010 – P. O. Enquist, Sverige[7]
- 2011 – Ernst Håkon Jahr, Norge[8]
- 2012 – Einar Már Guðmundsson, Island[9]
- 2013 – Sofi Oksanen, Finland[10]
- 2014 – Lars Gustafsson, Sverige[11]
- 2015 – Thomas Bredsdorff, Danmark[12]
- 2016 – Monika Fagerholm, Finland[13]
- 2017 – Dag Solstad, Norge[14]
- 2018 – Agneta Pleijel, Sverige[15]
- 2019 – Karl Ove Knausgård, Norge[16]
- 2020 – Rosa Liksom, Finland[17]
- 2021 – Eldrid Lunden, Norge[18]
- 2022 – Naja Marie Aidt, Danmark[19]
- 2023 – Sjón, Island[20]
- 2024 – Ingela Strandberg, Sverige[21]
- 2025 – Søren Ulrik Thomsen, Danmark[22]